# Zone humide de Gaomei

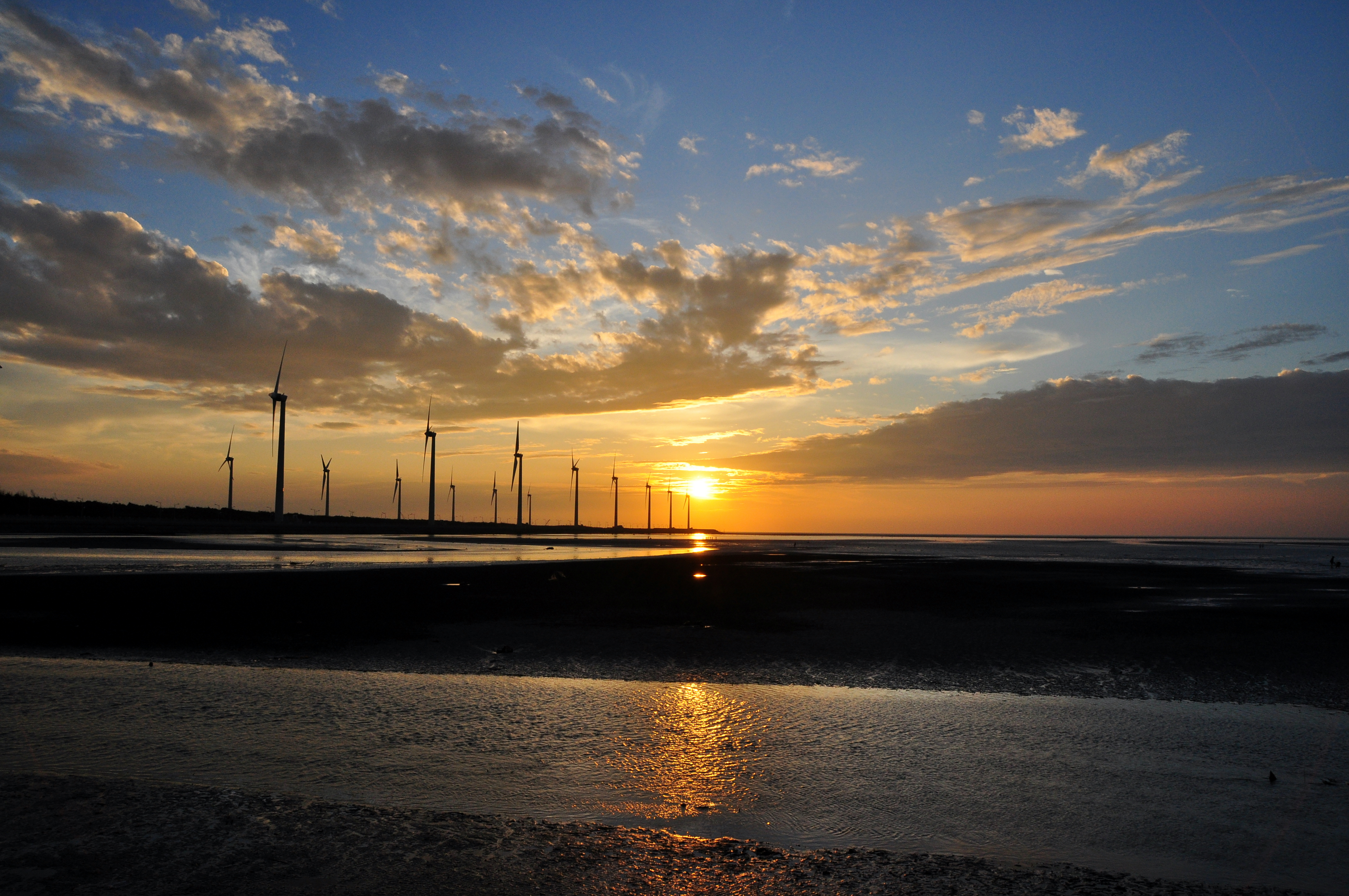
Coucher de soleil sur la zone humide de Gaomei.

La zone humide de Gaomei (chinois traditionnel : 高美溼地 ; chinois simplifié : 高美湿地 ; pinyin : Gāoměi Shīdì), aussi appelée plus précisément le marais de Gaomei, est un milieu humide protégé situé dans le district de Qingshui dans la municipalité de Taichung à Taïwan. Il s'agit d'une attraction touristique populaire de Taïwan.
Cette zone humide comprend l'estuaire de la rivière Dajia, formant un littoral marécageux constitué d'alternance d'eau douce et de marée. Le marais est alimenté en eau douce par deux ruisseaux, le Qingshui Da-Pai et l'embouchure de la Dajia, et les plantes les plus remarquables qui y poussent sont le Zizania latifolia et le Eleocharis dulcis, toutes deux étant des espèces végétales menacées.
La zone humide de Gaomei est à catégoriser comme un marais côtier, puisqu'il s'agit d'un estran sujet aux marées qui comporte de vastes étendues de boue et des bancs de sable, dont la végétation est adaptée à des conditions d'eau peu profonde.

## Histoire
En 1932, pendant la période coloniale japonaise, la plage de Gaomei gérée par le bureau de la mairie de Qingshui a été ouverte au public. Après le transfert du gouvernement national à Taïwan, la plage continua à être exploitée. Cependant, avec la construction du port de Taichung, la plage de Gaomei commença à s'ensabler et fut progressivement transformée en marais. En effet, le site était auparavant une plage, qui est devenue le marais que nous connaissons aujourd'hui après que des sédiments transportés par la rivière Dajia se soient progressivement accumulés à la suite de la construction de la digue de sable sur la rive nord du port de Taichung.
Face à la baisse du nombre de visiteurs, la plage de Gaomei a finalement fermé ses portes en 1976.
En 1995, les investisseurs de la centrale électrique de Haidu ont prévu d'établir une centrale dans la zone du deuxième district d'électricité du port de Taichung. Les résidents locaux ont opposé une forte opposition à ce projet, afin de protéger l'écosystème marécageux. En 2004, après de nombreuses négociations, la zone humide a officiellement été reconnue comme une réserve naturelle. En 2007, le ministère de l'Intérieur l'a classé comme un marais national.
Afin de protéger l'écosystème du marais de Gaomei, la municipalité de Taichung a commencé à limiter l'accès des visiteurs à partir de 2011. En juin 2014, un ponton a été construit pour permettre aux visiteurs d'entrer dans la péninsule de la zone d'explication du marais de Gaomei, de manière à réduire les dommages causés aux habitats des crabes, des Zizania latifolia et des Eleocharis dulcis. En septembre de la même année, le phare de Gaomei, situé près du marais, a été restauré et ouvert aux visites par le Bureau des ports de l'Administration de l'aviation. En juillet 2018, le centre d'accueil des visiteurs et le parking du marais de Gaomei ont été ouverts, et tous les bus se rendant au marais font halte à cette station.

## Géographie
La réserve naturelle de faune sauvage de Gaomei est située entre la rivière Dajia et le port de Taichung, couvrant trois zones administratives du district de Qingshui : Gaobei, Gaoxi et Gaonan. Les limites sont définies à l'est par l'autoroute côtière occidentale, les digues de sable Fanzailiao, Gaomei 1 et Gaomei 2, s'étendant vers l'ouest jusqu'à la ligne moyenne des marées. La frontière nord commence au nord du district de Daan, se dirige vers le sud et englobe l'embouchure de la rivière Dajia, le marais de Gaomei, jusqu'à la digue nord du port de Taichung, couvrant une superficie totale de 701,3 hectares. La zone du marais de Gaomei, située près de la digue de Gaomei, est la plus connue et représente environ 300 hectares, soit un dixième de l'estuaire de la rivière Dajia. La réserve naturelle de faune sauvage de Gaomei est actuellement gérée par le Bureau de l'agriculture de la municipalité de Taichung.

## Écosystème
La professeure Lin Huei-Jen a passé un an à étudier l'écosystème du marais de Gaomei, où elle a recensé 25 espèces de crabes appartenant à 7 familles, 8 espèces de coquillages appartenant à 7 familles, 6 espèces de poissons appartenant à 3 familles, 104 espèces d'oiseaux appartenant à 34 familles et 105 espèces de plantes appartenant à 27 familles. Selon le manuel des Habitats aviaires importants de Taïwan (台灣重要野鳥棲地手冊, ou Important Bird Areas in Taiwan), le marais de Gaomei abrite 7 espèces d'oiseaux rares, dont l'aigrette garzette, le balbuzard pêcheur, l'épervier de Cooper, la bécassine sourde, le courlis corlieu, le goéland railleur et le goéland brun. De plus, le héron à face noire est classé comme une espèce d'oiseau en danger. Le butor étoilé, le faucon crécerelle et la pie bavarde font également l'objet de mesures de conservation. En plus de cela, on trouve également d'autres oiseaux tels que le héron de Chine, le canard à cou roux, la bécassine à queue noire, la bécassine sourde, le bécasseau variable et l'hirondelle à tête rousse.
En raison de la prolifération de Zizania latifolia à l'embouchure de la rivière et des zones proches de la digue, cette zone a attiré une variété de créatures marines, attirant de nombreux poissons, notamment le Nibea albiflora, une espèce de poisson d'eau douce. Le marais de Gaomei accueille également chaque hiver environ 100 à 200 mouettes rieuses, ce qui en fait l'un des sites les plus importants de Taïwan pour cette espèce.
En continuant le long de la digue de Gaomei vers le nord, le paysage du marais change progressivement. Les zones de vasières où poussent principalement des Zizania latifolia sont remplacées par des zones dominées par des plantes comme le Spartina alterniflora et l'Imperata cylindrica, qui se trouvent sur des tas de gravats et des zones dégradées. Plus près de la zone intertidale, les zones de galets abritent le Siphonaria japonica, un habitat préféré par cette espèce de mollusque.

Zone humide de Gaomei à Taichung
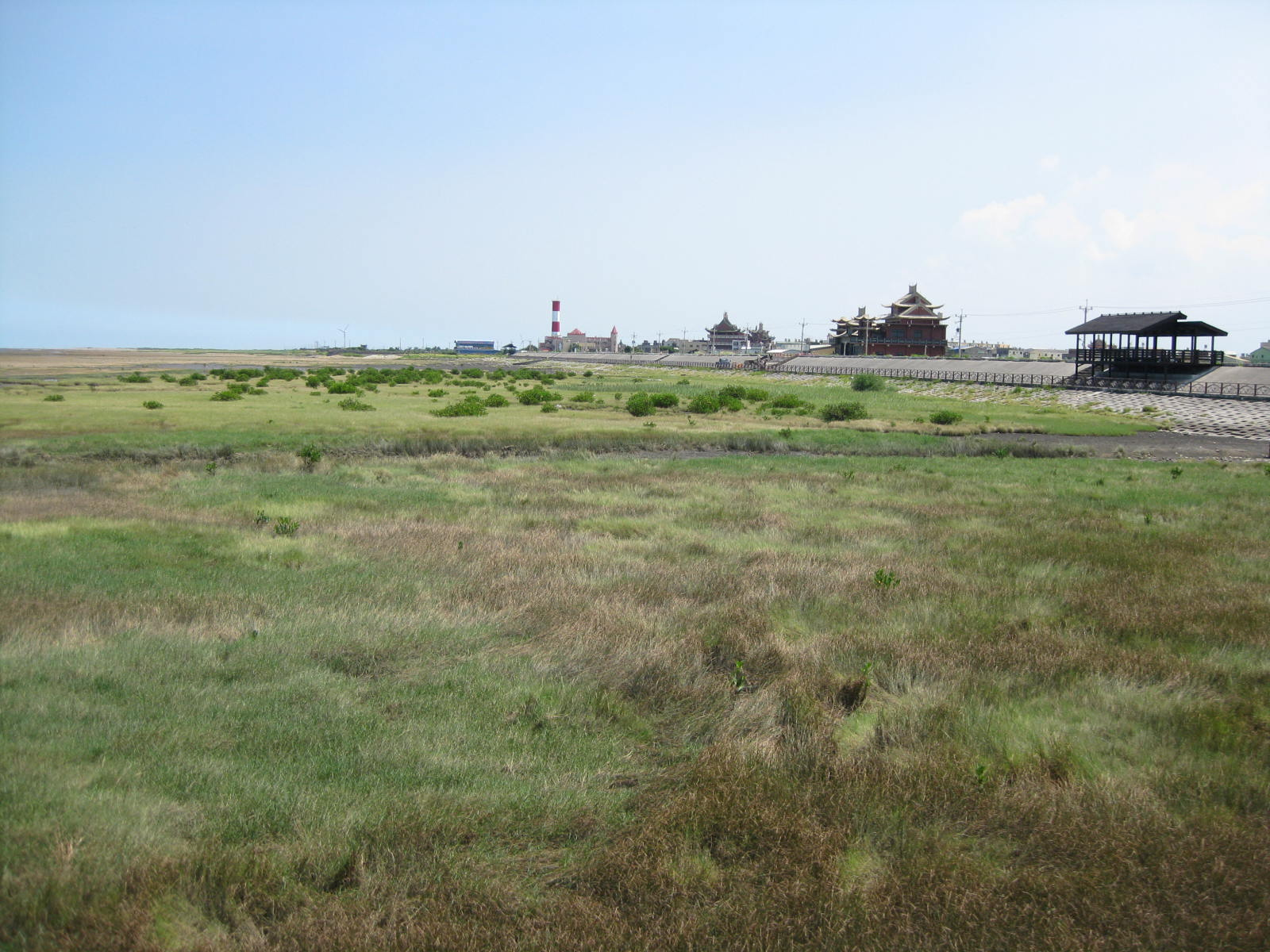
Zone humide de Gaomei.
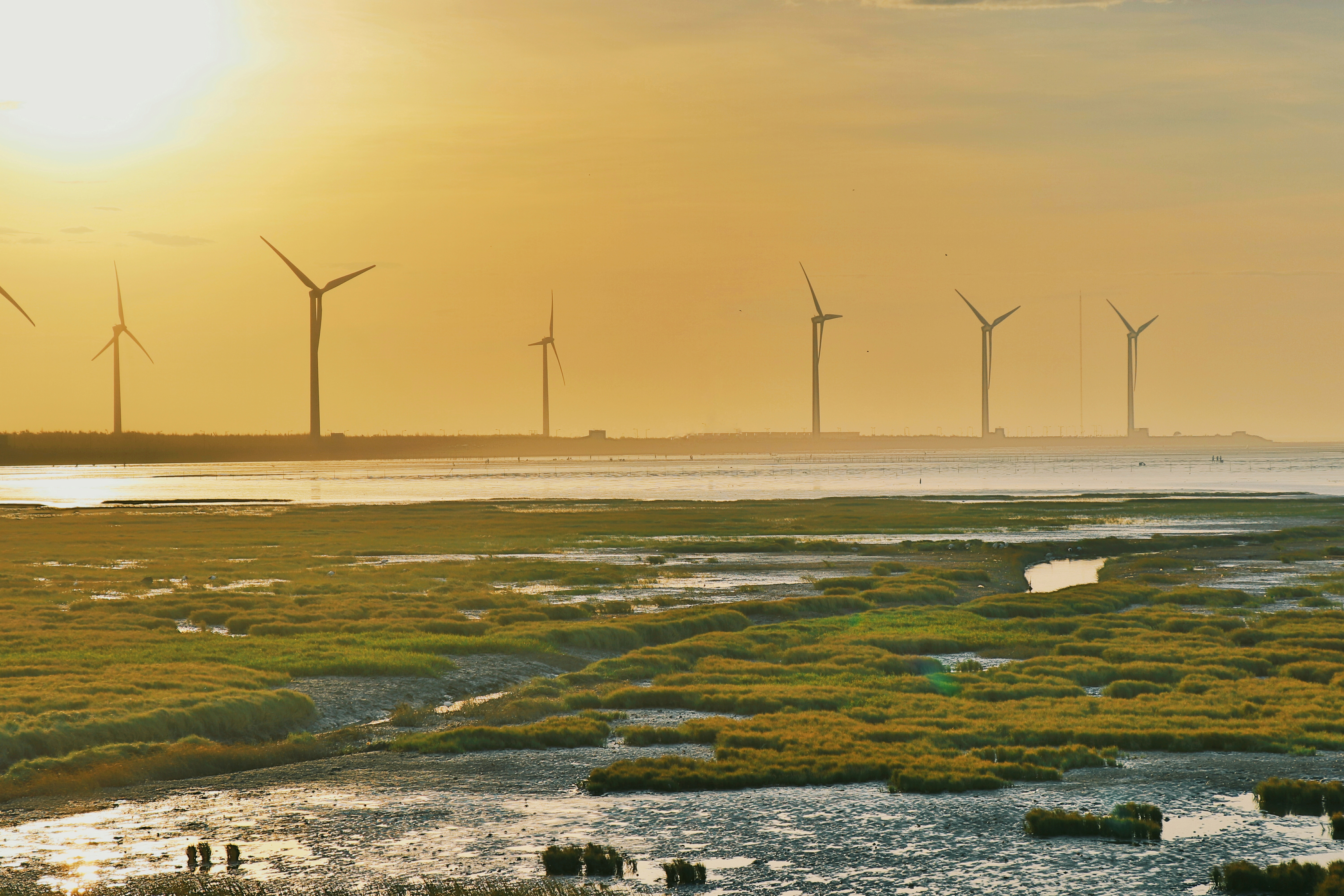
Autre vue de la zone humide de Gaomei.
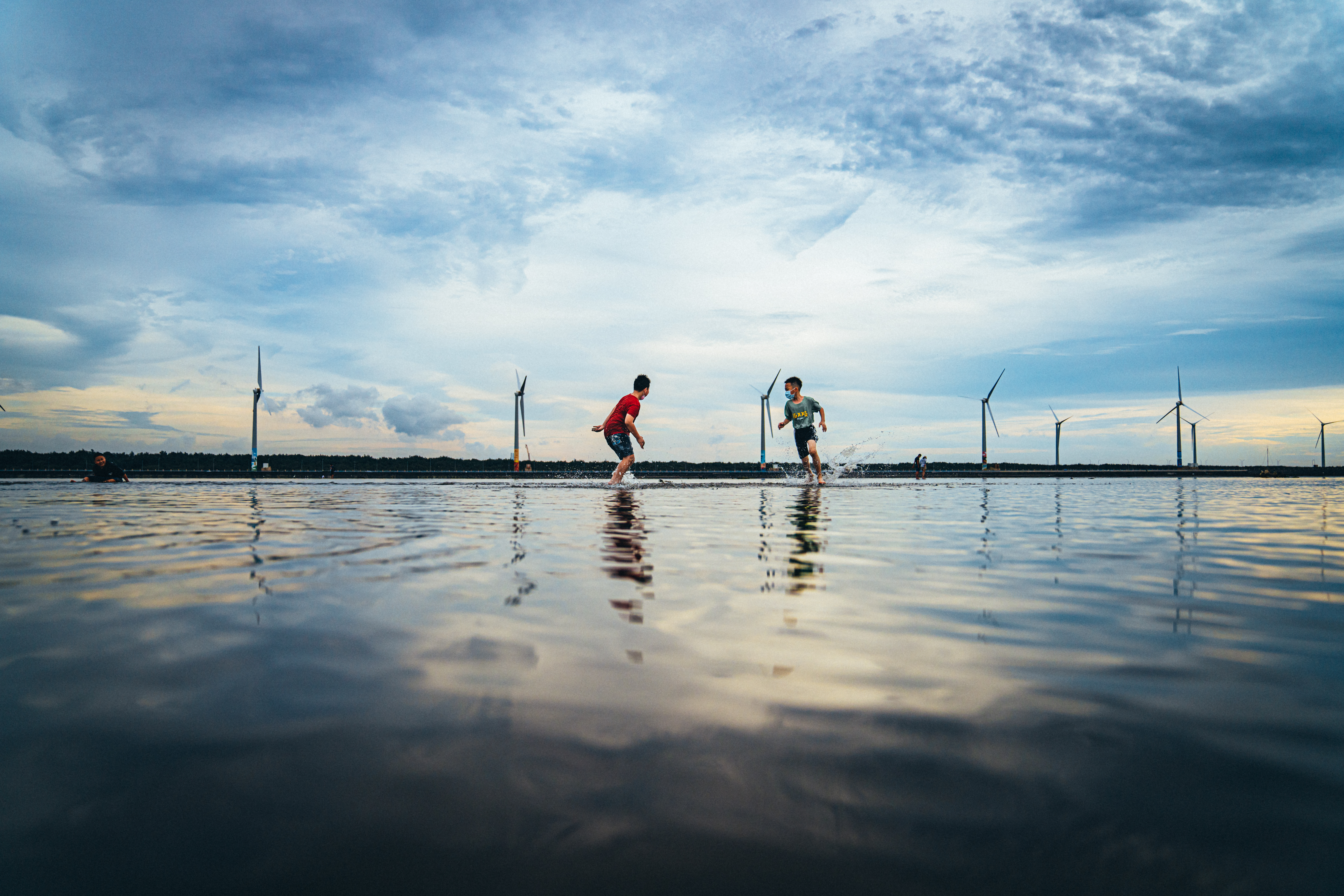
Enfants jouant dans la zone humide (juin 2022).
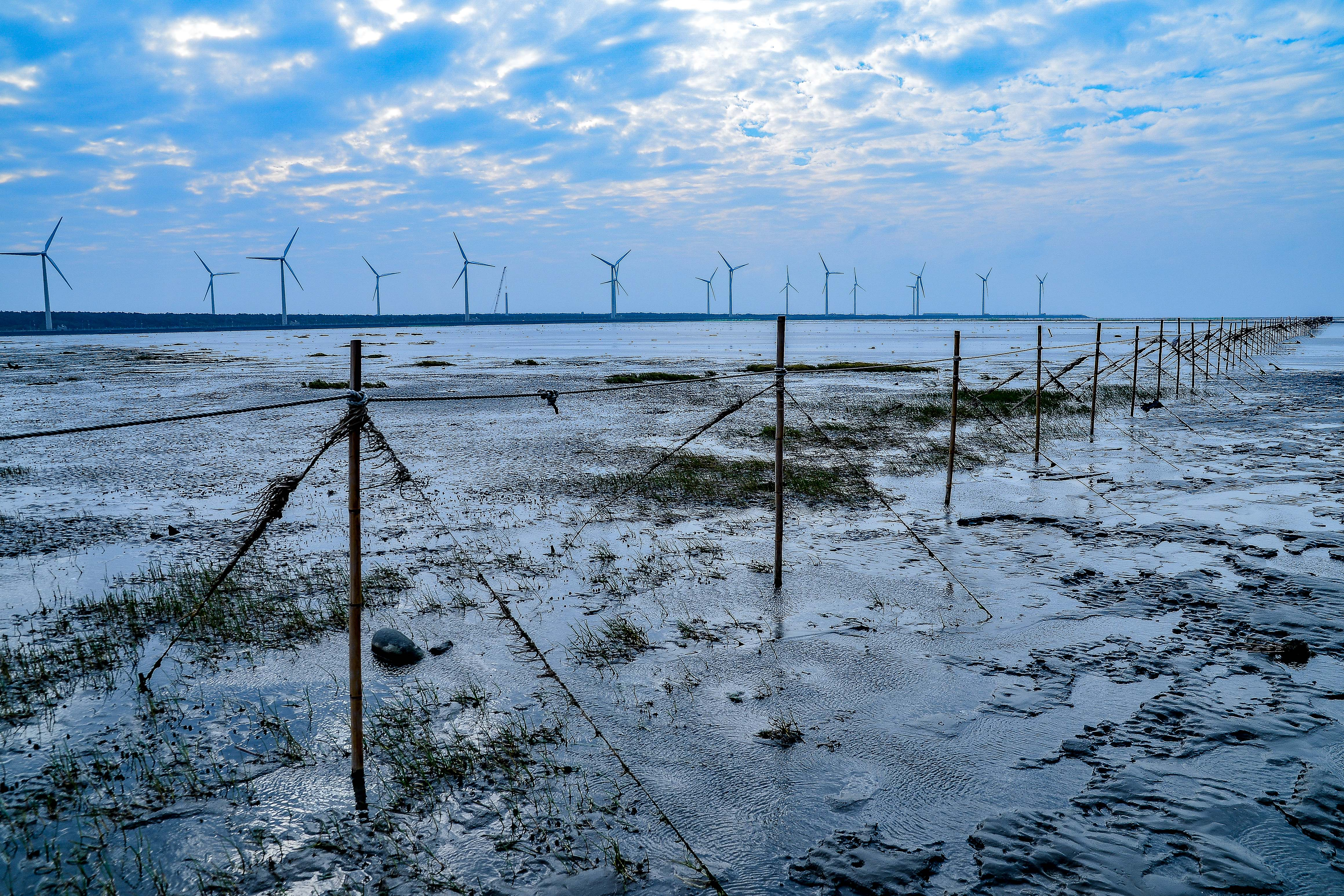
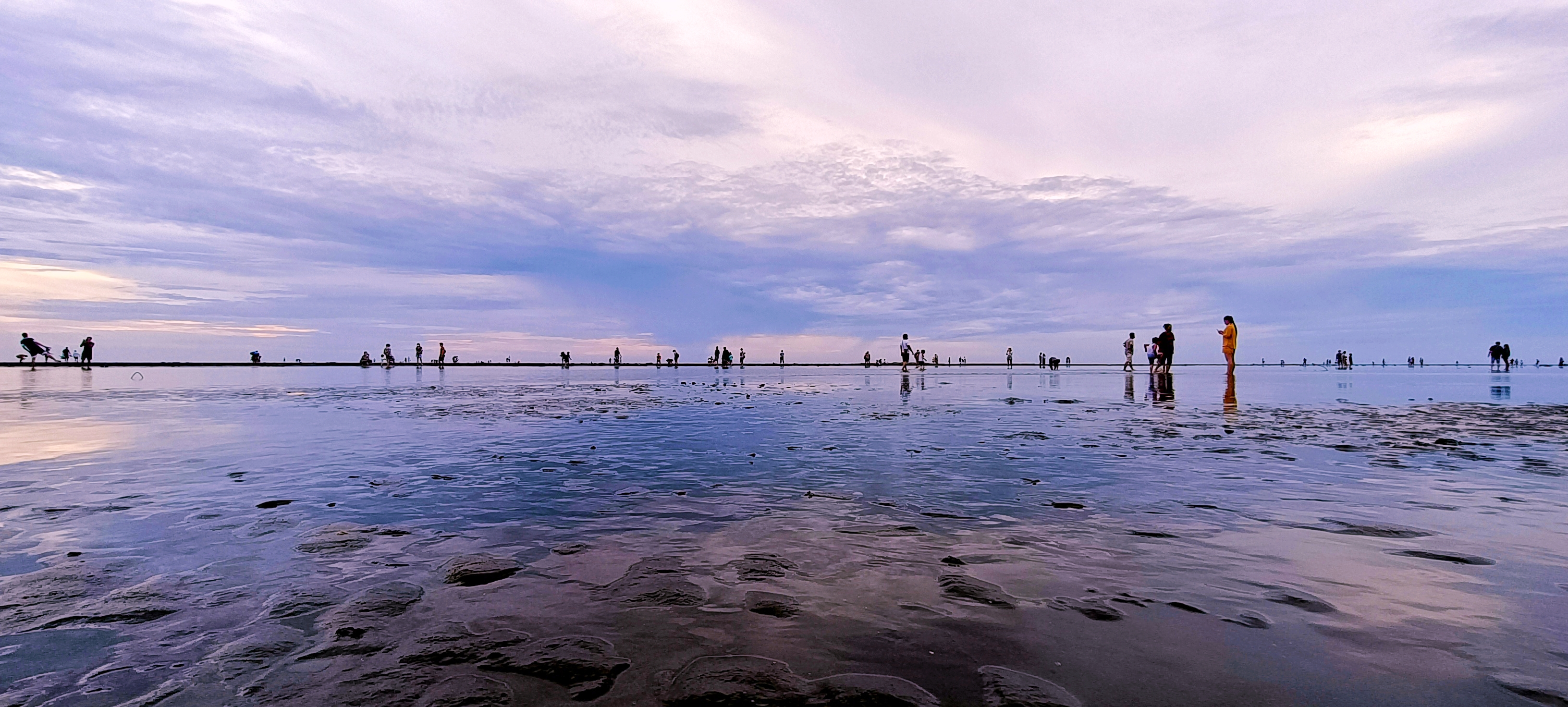
La zone humide de Gomei entre ciel et terre (juin 2022).